# Tali-Ihantala 1944
Tali-Ihantala 1944 – fiński dramat wojenny z 2007 roku w reżyserii Åke Lindmana i Sakariego Kirjavainena. Opowiada o bitwie o Tali-Ihantalę, będącej częścią wojny radziecko-fińskiej (kontynuacyjnej).
5 grudnia 2007, dzień przed 90. rocznicą odzyskania niepodległości przez Finlandię, odbyła się uroczysta premiera filmu, jednak oficjalna premiera miała miejsce dwa dni później.
Film otrzymał 4 nominacje do nagród Jussi za 2007 rok – w kategoriach "najlepszy film", "muzyka", "dźwięk" i "montaż", jednakże nie wygrał w żadnej z nich.